# 流行性乙型脑炎
，中國大陸簡稱乙腦，是由日本腦炎病毒（JEV）导致的脑实质炎症，为主要病理改变的急性中枢神经系统传染病。该病最初於1871年在日本发现，病原体最早於1935年被日本学者分离，因此命名。

## 流行病学
- 传染源：主要来自于动物宿主，为人畜共患的自然疫源性疾病。最主要的动物寄主是猪和迁徙鸟类，蚊虫、鸟类、蝙蝠、家畜均可感染。蚊虫可携带病毒过冬，并经卵传代，为重要储存宿主。由于猪的感染率极高（仔猪在流行季中感染率可接近100％），病毒载量大，病毒血症持续时间长，猪的饲养面广，故为主要传染源。乙型脑炎病毒在猪间传染常早于人间传染1～2个月，故监测狗的感染率有助于预测人群的流行趋势。人感染乙型脑炎病毒后病毒载量少，病毒血症持续时间短，故感染者不是主要传染源。
- 传播途径：主要蚊虫叮咬传播；库蚊、伊蚊、按蚊中均有一些种可以传播本病，但是主要还是由库蚊来传播的，其中最主要的传播媒介是三带喙库蚊（三斑家蚊）。蚊虫叮咬宿主后，乙型脑炎病毒进入蚊虫体内繁殖，随后移行入唾液腺，大量分泌到唾液中，叮咬易感宿主时可导致传播。也可以通过性传播，研究者用感染了流行性乙脑的雄性野猪精液，给雌性野猪进行人工受精，结果雌性野猪也得了流行性乙脑。
- 容易受感染人群：未感染过乙型脑炎病毒者普遍容易受感染，但大多数为隐性感染（隐性感染/显性感染=300～2000），发病者以轻型和普通型居多。存在持久感染后免疫。因为婴儿可从获得胎传抗体，成人常经历隐性感染而获得免疫力，故发病者多为2～6岁儿童。
- 流行病学特征：
  - 主要流行区域：东南亚、西太平洋地区。
  - 农村高于城市：主要是城市限制猪的饲养，而人作为感染者不是主要传染源。
  - 时间：与猪的数量相关，热带地区全年发生，亚热带和温带地区多为7～9月。
  - 呈高度散发状态：因为隐性感染率高。同一家庭，甚至同一自然村同时出现两个病患的例子很少见。

流行性乙型脑炎的伤残调整生命年（每100,000居民，2002年资料）
无资料
<1
1-5
5-10
10-15
15-20
20-25
25-30
30-35
35-40
40-45
45-50
>50

## 发病机制
携带乙型脑炎病毒的蚊虫叮咬易感者后，病毒随蚊虫唾液进入人体，先在单核吞噬细胞系统中繁殖，随后形成病毒血症，之后的转归取决于病毒的数量、毒力以及人体免疫系统，以免疫功能为主要影响因素：
- 免疫力强者迅速消除病毒血症，病毒沒有机会通過血脑屏障，形成隐性感染或轻型病例。
- 免疫力弱，或者因高血压、脑寄生虫病等原因削弱血脑屏障，病毒容易侵入，形成显性感染。由于病毒经血流播散，若侵入血脑屏障则将引起广泛脑实质炎症。

## 病理
- 大体观：

1. 脑膜充血。
2. 脑水肿：脑回宽，脑沟窄。
3. 切面见大脑（顶叶、额叶、海马回）皮质深层、基底核、视丘等部位针尖～粟粒大小境界清楚的半透明软化灶，弥散或聚集分布。

- 镜下观：

1. 血管反应：高度扩张、充血，管腔内血流明显淤滞；血管周围间隙增宽、脑组织水肿；炎症细胞（见下）围绕血管周围形成血管套。偶见环状出血。
2. 炎症反应：浸润的炎症细胞早期是数量不多的中性粒细胞；随后是大量以淋巴细胞、浆细胞、单核细胞为主的炎症细胞浸润。在脑实质中，炎症细胞以变性坏死的神经元为中心灶性浸润；在脑间质中，炎症细胞围绕血管周围形成血管套。
3. 神经元变性、坏死：乙型脑炎病毒在神经元内增殖，可经直接细胞毒效应及病理免疫反应导致神经元损伤，轻则细胞肿胀、细胞质空泡形成、尼氏体消失、核偏位，重则神经元坏死（核固缩、溶解、消失）、少突胶质细胞环绕。可见卫星现象和嗜神经元现象。变性坏死的神经元周围可见炎症细胞浸润。
4. 软化灶形成：（分布范围见大体观），圆形或卵圆形边界清楚的筛网状镂空软化灶，实质为神经组织的灶性液化性坏死，对本病诊断有一定特征性。
5. 胶质细胞增生：小胶质细胞（属于单核吞噬细胞系统）显著增生，甚至形成结节。少突胶质细胞（参与髓鞘形成）增生也很明显。在亚急性和慢性病例中，可见星形胶质细胞增生和胶质瘢痕形成。

## 临床分期

### 潜伏期
4～21天，通常为10～14天。

### 典型临床过程（分四期）

#### 初期
病初1～3天。起病急，体温在1～2天内升至39～40℃，伴疲倦、嗜睡、头痛、纳差、恶心、呕吐，易与上呼吸道感染混淆，在乙脑流行季节遇到急性起病、发热、嗜睡、头痛、呕吐，而无明显上呼吸道感染征象者，应警惕乙脑。少数可出现神志淡漠、颈项僵直。

#### 极期
病程第4～10天。初期症状加重，脑实质损伤症状凸显。由于高热、抽搐和呼吸衰竭是极期的严重表现，三者常互相影响，且呼吸衰竭是主要死因，故又被称为流行性乙型脑炎要过的“三关”。
- 高热：体温可高达40℃，持续7～10天，重型者可达21天以上。发热常与多数神经症状平行。热度高、持续久则提示病情重。高热原因有：

原发病毒感染。
病毒损伤下丘脑体温调节中枢。
继发感染：因昏迷卧床、抽搐时误吸、压疮等导致继发感染。
- 意识障碍：为意识水平不同程度地下降，出现谵妄、定向力障碍、嗜睡、昏迷等。最早见于病程第1天，多出现于病程第3～8天，持续7天左右，重型者可持续1个月以上。昏迷深、持续久提示病情重、预后差。因为，一方面意识障碍提示网状上行激动系统病变或者广泛皮层白质病变；另一方面，昏迷者容易出现并发症，如，可因气道分泌物不易排出引发肺炎、肺不张，可因卧床、二便失禁等导致压疮、泌尿系感染等。
- 惊厥、抽搐、癫痫：发生率在40％～60％，发作时均伴有意识障碍。程度可从面肌、眼肌的小抽搐，到单侧、双侧或四肢的肢体抽搐、强直性抽搐，严重者可为全身强直性抽搐。时程从数分钟到数十分钟不等。为病情严重的表现，一方面，本症状由高热、脑实质炎症或脑水肿所致，另一方面，长时间或频繁抽搐可影响呼吸运动，甚至引起呼吸暂停，加重缺氧，脑缺氧后可加重脑水肿。
- 呼吸衰竭：系本病的主要死因。引起呼吸衰竭的原因主要有：

1. 痰堵。
2. 抽搐导致呼吸暂停。
3. 外周性呼吸衰竭：主要为脊髓病变导致呼吸肌麻痹。
4. 中枢性呼吸衰竭：

脑实质病变，尤其是延脑呼吸中枢病变为最常见原因。表现为呼吸节律不整、幅度不均。
脑疝。
- 神经系统的其它表现：多在病程第10天左右出现，第14天后较少出现新的神经系统表现。脑炎的临床表现多为全脑功能障碍，较少为局灶性功能障碍，即使发生，也常较轻微，以至于被全脑症状掩盖；相反，如局灶症状显著，应行CT/MRI检查排除颅内占位性病变。各种形式的局灶症状均有报道，反映了相应功能区域的炎症。

1. 脑膜刺激征。囟门未闭者表现为囟门隆起，可无脑膜刺激征。脑炎症状出现后，常常掩盖脑膜炎的症状。
2. 体温调节障碍、尿崩、抗利尿激素分泌失调综合症、血管舒缩功能异常：反映下丘脑损伤。
3. 颅神经损伤的相应表现。
4. 上运动神经元性瘫痪：偏瘫或全瘫，偶为单瘫。
5. 下运动神经元性瘫痪：反映脊髓损伤。
6. 肌张力异常：反映基底核或小脑受损。
7. 二便失禁、尿潴留：反映自主神经受累。
8. 浅反射减弱或消失，深反射先亢进后消失，病理征阳性。

- 循环衰竭：少见，常与呼吸衰竭同时出现。原因多为心功能不全、有效血容量不足、消化道出血、脑水肿、脑疝等。

#### 恢复期
上述症状日趋好转，部分患者可有恢复期症状，如持续低热、痴呆、失语、流涎、多汗、面瘫、吞咽困难、肢体硬瘫、肢体不自主运动、癫痫发作等。一般患者于2周左右完全恢复，重型患者可能需1～6个月时间逐渐恢复，如超过6个月仍无法完全恢复者，进入后遗症期。

#### 后遗症期
约5％～20％的重型患者存有后遗症，主要为意识障碍、痴呆、失语、瘫痪、癫痫、精神障碍等，经治疗可有不同程度恢复，癫痫有时會持续终生。

## 临床分型
| 临床分型 | 发热   | 意识障碍    | 抽搐             | 呼吸衰竭               | 神经系统其它表现                                                             | 恢复期症状 | 后遗症     | 病程         |
| -------- | ------ | ----------- | ---------------- | ---------------------- | ---------------------------------------------------------------------------- | ---------- | ---------- | ------------ |
| 轻型     | <39℃   | 无          | 无               | 无                     | 脑膜刺激征不明显                                                             | 无         | 无         | 1周          |
| 普通型   | 39-40℃ | 昏睡-浅昏迷 | 偶有             | 无                     | 脑膜刺激征明显、病理征阳性                                                   | 多无       | 无         | 1～2周       |
| 重型     | >40℃   | 昏迷        | 反复或持续       | 有                     | 脑膜刺激征明显、病理征阳性、浅反射消失、深反射先亢进后消失、神经系统定位表现 | 常有       | 部分       | >2周         |
| 极重型   | >40℃   | 深昏迷      | 反复或持续、剧烈 | 迅速出现中枢性呼吸衰竭 | 迅速出现脑疝                                                                 | 有         | 常有、严重 | 多在极期死亡 |

## 并发症
发生率在10％左右，常见为肺炎，多因昏迷导致呼吸道分泌物不易咳出，或因呼吸衰竭应用机械通气继发呼吸机相关性肺炎。其次为肺不张、败血症、泌尿系感染、压疮、深静脉血栓形成等。重型患者尚需警惕应激性溃疡并出血。

## 实验室检查

### 血常规
白细胞数在（10～20）×109/L，少数可更高；中性粒细胞数常＞80％。部分患者血象可一直正常。

### 脑脊液
为基本检查项目，如无禁忌，均应实施。特点为：
- 压力可升高。
- 白细胞数多在（50～500）×106/L水平，少数可＞1000×106/L，并以单个核细胞为主。但在极早期，白细胞数可完全正常；病程头3天内，可以多形核细胞为主。故，如果临床有所怀疑，可重复腰椎穿刺复查脑脊液细胞学。白细胞数不反映病情严重程度。免疫功能严重受损者（如HIV/AIDS、应用皮质激素、应用免疫抑制剂、淋巴网状细胞恶性疾病、接受化疗等的患者），白细胞数可始终不升高。
- 葡萄糖基本正常。
- 氯化物正常。
- 早期，蛋白水平可完全正常；典型表现为蛋白轻度升高，0.5～1.0g/L。蛋白水平不反映病情严重程度。有条件的实验室可检测到免疫球蛋白水平升高并出现寡克隆带。免疫球蛋白水平升高可持续到恢复期，寡克隆带存在时间则更长。

### 血清学
- 特异性IgM抗体测定：脑脊液中最早在病程第2天即可测得，血标本则在病程第3天出现。
- 补体结合试验：补体结合抗体为IgG型抗体，多在发病后2周出现，5～6周达峰，可维持1年左右。主要用于回顾性诊断或流行病学调查。
- 血凝抑制试验：病后第4天开始出现，2周时达峰，维持1年左右。因操作简便，常用于临床诊断及流行病学调查。乙型脑炎病毒血凝素抗原与黄病毒属其它病毒有弱交叉反应，应予注意。

### 病原学
- 病毒培养：病毒主要存在于脑组织，在血及脑脊液中浓度很低。
- 病毒抗原检测：可从血液、脑脊液、脑组织中取材行直接免疫荧光法检测乙型脑炎病毒抗原。
- 病毒核酸检测：可从血液、脑脊液、脑组织中取材行PCR法检测乙型脑炎病毒核酸。

### 影像学
对本病鉴别诊断有一定帮助。MRI成像敏感度比CT好，尤其是采用FLAIR、弥散加权成像和T2加权成像。

## 诊断
1. 流行病学资料：夏秋季，10岁以下儿童。需注意成人有增多趋势。
2. 临床特点：急性起病，高热、意识障碍、抽搐、呼吸衰竭、头痛、呕吐、脑膜刺激征及病理征阳性。
3. 实验室检查：脑脊液呈无菌性脑膜炎改变。特异性IgM抗体阳性，或检测到乙型脑炎病毒抗原/核酸均可确诊。恢复期血清抗乙型脑炎病毒IgG抗体阳性，或中和抗体滴度较急性期升高4倍以上者，可回顾性确诊。

## 鉴别诊断
- 其它病毒性脑炎：仅凭临床症状、体征较难鉴别，确诊有赖于血清学检查和病原学检查。部分病毒性脑炎有特殊的抗病毒治疗方法，如有条件应尽量完善病原学检查。
- 化脓性脑膜炎：以脑膜炎表现为主，脑炎表现不突出，脑脊液呈化脓性改变，脑脊液涂片或培养可得病原菌。流行性脑膜炎为呼吸道传染病，多见于冬春季，大多伴发皮下出血、粘膜下出血。早期治疗的化脓性脑膜炎，其脑脊液改变可酷似流行性乙型脑炎，应予注意。
- 结核性脑膜炎：起病较慢，病程长，脑膜刺激征明显，脑实质病变较轻，常合并颅神经损害，脑脊液蛋白显著升高、葡萄糖降低、氯化物显著降低，脑脊液薄膜涂片或培养常可得到结核分枝杆菌。胸片、眼底检查常可发现结核灶。
- 中毒性菌痢：亦多见于夏秋季，10岁以下儿童好发，且首发症状为高热、意识障碍、抽搐，故极易与乙脑混淆。中毒性菌痢起病更急，无脑膜刺激征，脑脊液多正常，循环衰竭出现较早（因感染性休克），可做肛拭子或生理盐水灌肠后查大便常规，有大量白细胞、脓细胞，细菌培养得痢疾志贺菌，借此鉴别。
- 上呼吸道感染：易与乙脑初期混淆。在乙脑流行季节遇到急性起病、发热、嗜睡、头痛、呕吐，而无明显上呼吸道感染征象者，应警惕乙脑。

## 治疗

### 一般治疗
- 防蚊隔离。
- 不宜过多补液，避免应用低张溶液，以免加重脑水肿。
- 注意电解质、酸碱平衡，注意补钾、纠正酸中毒。
- 加强口腔护理、防压疮护理，昏迷者还需加强翻身拍背，意识不清、抽搐者应防坠床。

### 抗病毒治疗
尚无特效方法，早期可试用利巴韦林、干扰素等。

### 对症治疗
主要针对高热、抽搐、呼吸衰竭这三个难关。
- 高热
  - 物理降温为主要手段，应尽早开始，坚持使用。降温不宜过快，以免冻伤、寒战、虚脱。控制病房室温在30℃以下。
  - 药物降温为辅，注意解热时大量出汗导致循环衰竭。
  - 亚冬眠疗法：有降温、镇静、抗惊厥作用，适用于高热伴反复抽搐者。副作用为抑制呼吸及咳嗽，应注意保持呼吸道通畅，监测生命体征。
- 抽搐
  - 高热所致者，加强降温（见上）。
  - 脑水肿所致者，加强脱水，如使用甘露醇。必要时可加用50％葡萄糖、呋塞米、皮质激素。
  - 脑实质病变所致者，可使用地西泮、水合氯醛、亚冬眠疗法。抗癫痫药苯妥英钠、丙戊酸亦可试用。
  - 不推荐预防性应用抗惊厥药，除非频繁发作。预防可使用苯巴比妥。
- 呼吸衰竭
  - 氧疗。
  - 保持气道通畅：翻身拍背、定时吸痰、祛痰药物全身应用及雾化吸入，抗生素防治细菌感染，皮质激素雾化吸入，必要时可纤支镜吸痰，病情危重者应建立人工气道。
  - 呼吸兴奋剂。
  - 纳洛酮：对促醒、抗惊厥、纠正呼吸衰竭有一定作用。
  - 抗胆碱药：改善脑微循环、减轻脑水肿、兴奋呼吸中枢。可用山莨菪碱（654-2）、东莨菪碱、阿托品等。
  - 机械通气：由于抢救呼吸衰竭对挽救生命、减少后遗症有重要意义，故应放宽气管插管/气管切开接呼吸机辅助通气的指征。
- 循环衰竭：补充血容量、升压、强心等。
- 皮质激素：有争议。一方面可以减轻炎症反应、解热、减轻脑水肿、降低颅内压，另一方面抑制免疫、增加继发感染。临床上可根据具体情况在重型患者中酌情使用。

### 恢复期和后遗症期治疗
- 防止压疮。
- 功能锻炼。
- 理疗、针灸、中医药、高压氧等。

## 预防

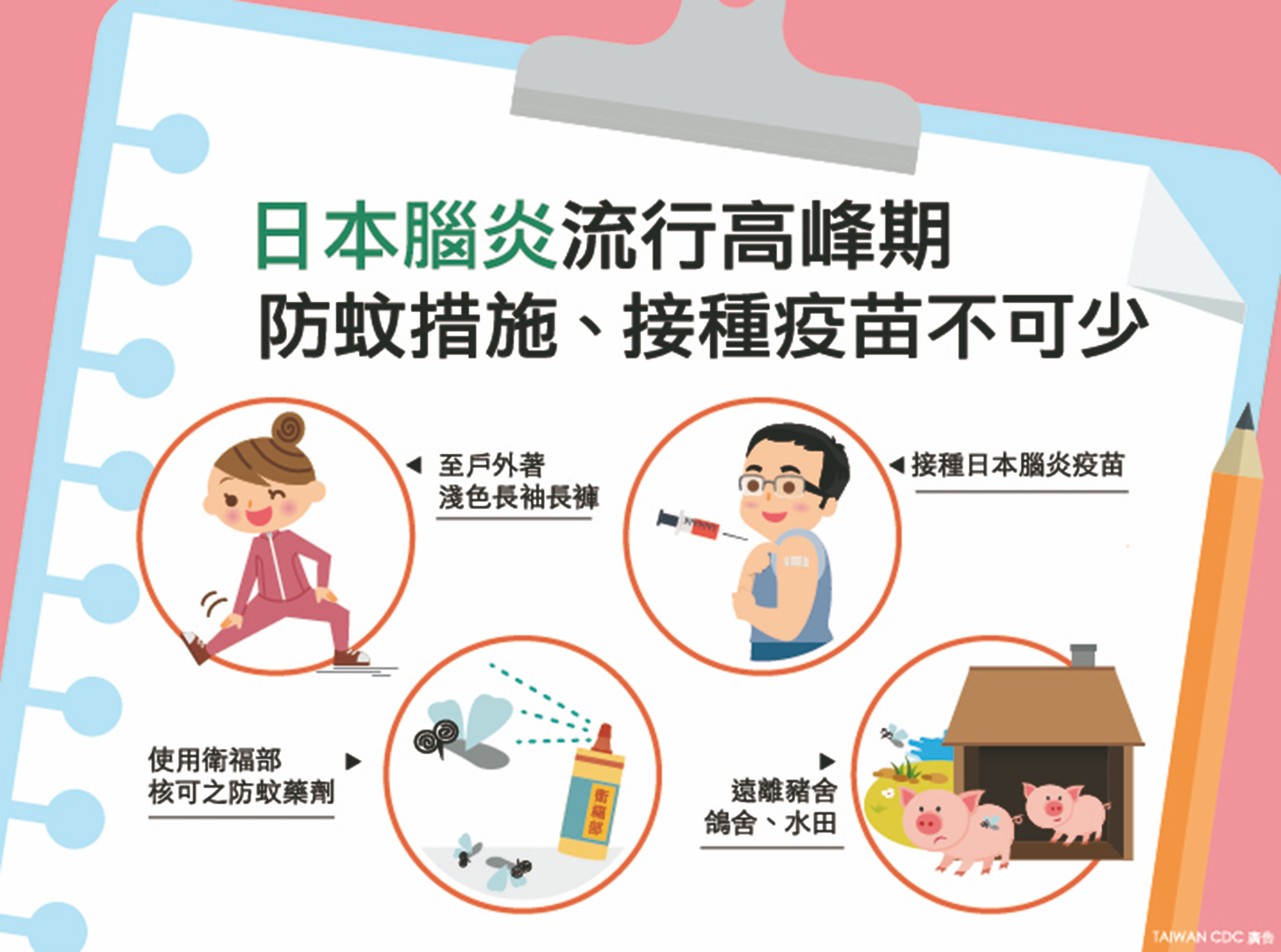
中華民國衛生福利部疾病管制署製作的預防宣導圖卡

- 控制传染源：疫苗免疫幼猪、人猪分离。
- 切断传播途径：防蚊灭蚊。
- 保护易感人群：接种乙脑疫苗。